# Massaved

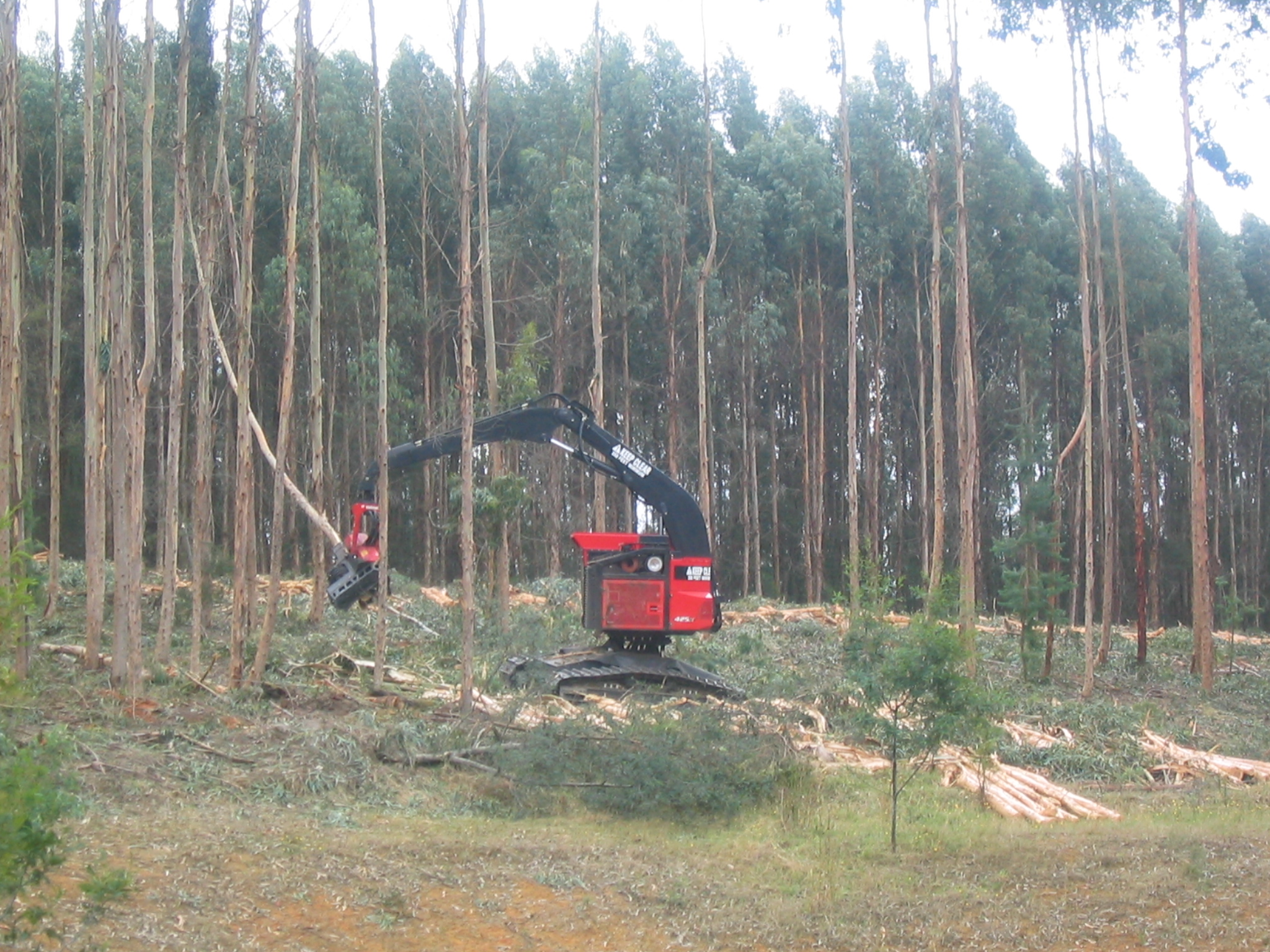
Skörd av massaved

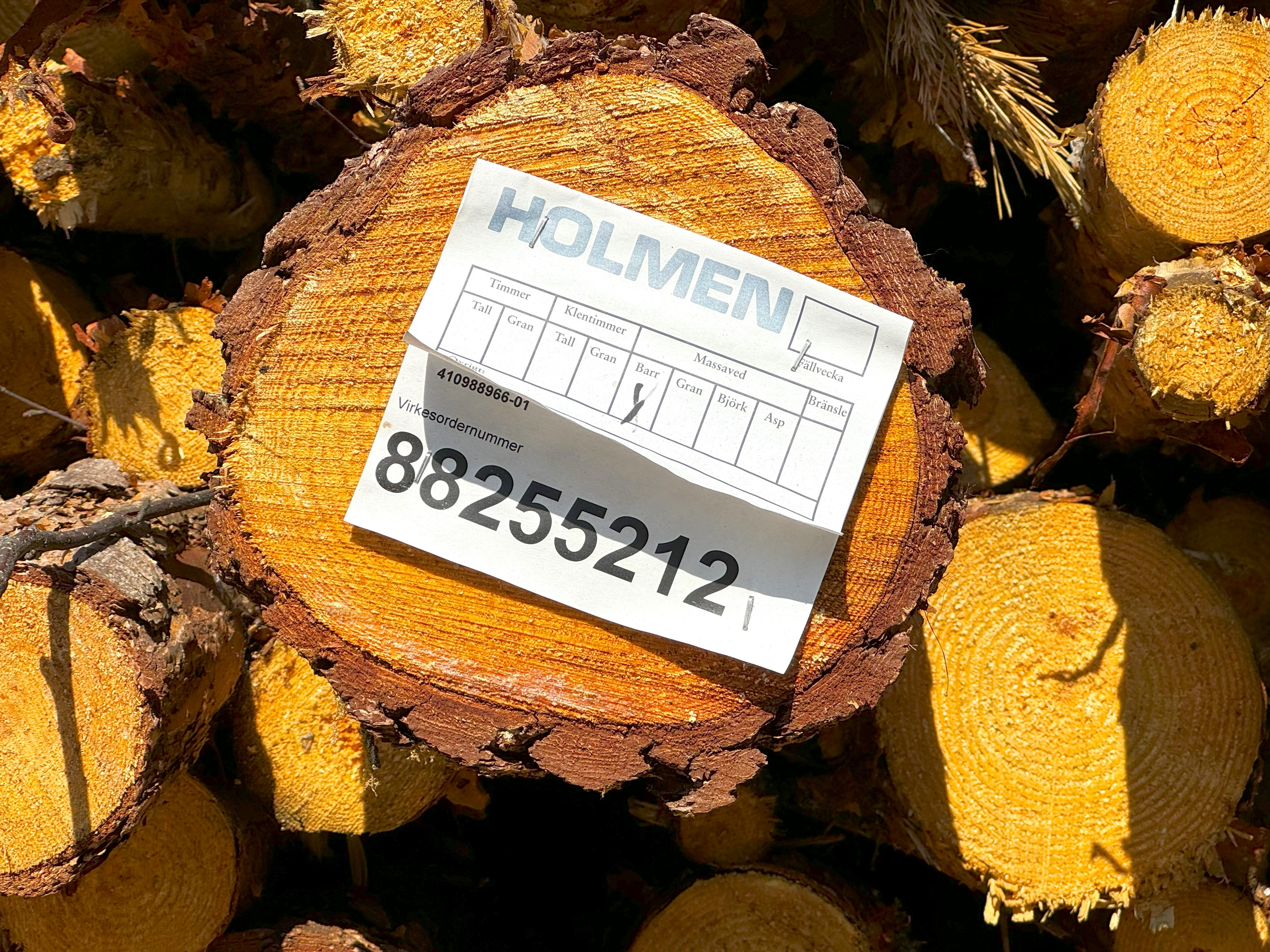
Massaved samlad vid vägkanten inför transport till Holmen

Massaved är rundvirke apterat för tillverkning av pappersmassa. Det är i Sverige främst ved från barrträd (gran och tall) samt björkved som används för detta ändamål. I andra länder förekommer plantageodling av mycket snabbväxande trädslag.
Massaved prissätts i kubikmeter fast mått under bark (m³ fub).  I Sverige är priset för massaved betydligt lägre än för motsvarande volym sågtimmer vilket har fått till följd, att det främst är de stammar eller delar av stammar, som är för klena för uppsågning eller som är behäftade med olika fel, som blir massaved. Toleransen för röta minskade dock radikalt då man i början på 1990-talet slutade klorbleka pappersmassa. De minskade avsättningsmöjligheterna för rötskadat virke ledde i sin tur till ökad användning av bekämpningsmedel mot rotröta.
Massaved är det stora sortimentet vid gallringar medan virkesfångsten i slutavverkning till största delen utgörs av timmer. Det blir dock alltid massaved även i slutavverkningar eftersom trädens avsmalning gör det omöjligt att aptera timmerstockar (vars diameter måste överstiga cirka 12–15 centimeter i den klenaste änden) ända fram till toppen.
Standardlängden för massavedstockar i södra Sverige är tre meter, men det är troligt att man av ekonomiska skäl i framtiden kommer att gå över till att tillämpa fallande längder som för timmer. I USA är en vanlig standardlängd 100 tum (2,54 m).

## Historik
Tidigare barkades all massaved manuellt i skogen innan leverans, numera sker det på massabruken.